# 673
Раннє Середньовіччя. Триває чума Юстиніана. У Східній Римській імперії продовжується правління Костянтина IV. Більшу частину території Італії займає Лангобардське королівство, деякі області належать Візантії. Франкське королівство розділене між правителями з династії Меровінгів. Іберію займає Вестготське королівство. В Англії триває період гептархії. Авари та слов'яни утвердилися на Балканах. Центр Аварського каганату лежить у Паннонії. На території сучасних Словенії та Австрії існує слов'янське князівство Карантанія.
Омеядський халіфат займає Аравійський півострів, Сирія, Палестина, Персія, Єгипет, частина Північної Африки. У Китаї триває правління династії Тан. Індія роздроблена. В Японії триває період Ямато. Хазарський каганат підпорядкував собі кочові народи на великій степовій території між Азовським морем та Аралом.
На території лісостепової України в VII столітті виділяють пеньківську й празьку археологічні культури. У VII столітті продовжилося швидке розселення слов'ян. У Північному Причорномор'ї співіснують різні кочові племена, зокрема булгари, хозари, алани, авари, тюрки.

## Події
- 10/11 березня — Смерть Хлотара III. Мажордом Еброін посадив на трон Нейстрії і Бургундії Теодоріха III.
- Магнати Нейстрії звернулися до Вулфоальда і Хільдеріка II, і ті легко змістили Теодоріха III. Еброін посаджений у монастир Люксюйль у Бургундії.
- Хільдерік II став королем всіх франків до 675 року.
- Арабський флот підплив до Константинополя, але змушений був відійти на зиму в Кізік. Таке повторюватиметься регулярно між 673 та 678 роками.
- У Японії після кровопролитної міжусобиці трон посів Темму.